# Don Quarrie
Donald O'Riley Quarrie (Kingston, 25 de febrero de 1951), conocido como Don Quarrie, es un exatleta jamaicano que fue uno de los mejores velocistas del mundo en la década de los 70; ganó cuatro medallas olímpicas, entre ellas el oro de los 200 metros en Montreal '76

## Biografía
Con 18 años formó parte del equipo jamaicano que acudió a los Juegos Olímpicos de México 1968, pero una lesión durante los entrenamientos le impidió participar.
En 1969 obtuvo una beca para estudiar en la Universidad de Nebraska y se trasladó a vivir a Estados Unidos. Allí sus cualidades atléticas se incrementaron notablemente.
Fue la gran revelación en los Juegos de la Commonwealth de 1970 celebrados en Edimburgo, Escocia, donde ganó en 100 y 200 metros, y sumó una tercera medalla de oro en los relevos 4 x 100 metros.
Al año siguiente volvió a ganar tres medallas de oro en los Juegos Panamericanos de Cali, en Colombia. Además en la prueba de los 200 metros fue cronometrado manualmente con un tiempo de 19.8, igualando el récord mundial del estadounidense Tommie Smith. No obstante el cronometraje electrónico (no oficial) de Smith era 19.83 mientras el de Quarrie era 19.86
Don Quarrie era uno de los favoritos para los Juegos Olímpicos de Múnich 1972, pero las lesiones malograron sus opciones de medalla. Participó en los 200 metros, donde abandonó en las semifinales tras sufrir un tirón en una pierna. 
En los Juegos de la Commonwaelth de Christchurch 1974 revalidó los títulos de 100 y 200 metros conseguidos cuatro años antes. Era el primer atleta de la historia en repetir este doblete.
En junio de 1975 volvió a igualar en Eugene, Oregón, el récord mundial de los 200 metros con 19.8
En mayo de 1976 hizo en Modesto, California, una marca de 9.9 en los 100 metros (crono manual), sumándose al grupo de ocho atletas que compartían el récord mundial con idéntica marca.
En julio de ese año llegó su competición más importante, los Juegos Olímpicos de Montreal 1976, donde al fin pudo participar sin problemas físicos. En la final de los 100 metros lisos hizo una gran salida y fue líder de la prueba hasta que fue rebasado por Hasely Crawford, de Trinidad & Tobago, que ganó la medalla de oro con 10.06. Quarrie fue plata con 10.08
En los 200 metros, Quarrie dominó la carrera desde el principio, saliendo primero de la curva y resistiendo para hacerse con la medalla de oro con una marca de 20.23. Este sería el mayor triunfo de su vida, y en Jamaica se convirtió en un verdadero héroe popular, hasta el punto de que en 1978 se le erigió una estatua de bronce en las afueras del Estadio Nacional en la capital jamaicana.
En los Juegos de la Commonwealth de Edmonton 1978 ganó su tercer título consecutivo en los 100 metros, pero tuvo que abandonar en los 200 metros debido a una nueva lesión.
En 1980 participó en los Juegos Olímpicos de Moscú. Fue eliminado en las semifinales de los 100 metros, pero consiguió la medalla de bronce en los 200 metros, en lo que era su tercera medalla olímpica.
En los años siguientes ya no estuvo entre los mejores velocistas del mundo, y aunque participó en los Juegos Olímpicos de Los Ángeles 1984, no fue ninguna sorpresa su eliminación en las series de los 200 metros. Sin embargo, en estos Juegos Don Quarrie ganó su cuarta medalla olímpica, ya que el equipo jamaicano de relevos 4 x 100 metros finalizó segundo tras Estados Unidos. El equipo lo fomaban por este orden: Albert Lawrence, Gregory Meghoo, Don Quarrie y Ray Stewart. 
Tras estos Juegos se retiró de la competición, aunque ha seguido vinculado al atletismo como entrenador, y también desde 1996 forma parte de la Comisión de Atletas de la IAAF.

## Honores
- En 1998 fue incluido en el Salón de la Fama del Deporte en Jamaica.
- Una escuela de Kingston (Jamaica) lleva su nombre.
- Estatua de bronce en las afueras del Estadio Nacional en la capital de Jamaica.

## Marcas personales
- 100 metros - Electrónico: 10.07 (1976); Manual: 9.9 =RM (1976)
- 200 metros - Electrónico: 19.86 (1971); Manual: 19.8 =RM (1971)